# Boole (månekrater)
Boole er et nedslagskrater på Månen. Det befinder sig langs den nordvestlige rand af Månens forside og er opkaldt efter den engelske matematiker og filosof George Boole (1815 – 1864).
Navnet blev officielt tildelt af den Internationale Astronomiske Union (IAU) i 1964. 
Observation af krateret rapporteredes første gang i 1963 af Ewen Whitaker. 

## Omgivelser
Boole ligger nordvest for Gerardkrateret. Nord for Boole ligger Cremonakrateret, og mod sydvest Paneth- og Smoluchowskikraterne. Det eroderede og noget forvredne satellitkrater "Boole E" er forbundet med den sydlige rand, hvorved der er dannet en saddelformet dal mellem de to.
Overfladen langs den vestlige side af Boolekrateret er arret af en mængde småkratere, som ligger i nordlig retning mod Brianchonkrateret. En del af disse nedslag danner en kort kraterkæde (catena) nær Booles vestlige rand.

## Karakteristika
Kraterbunden i Boole er forholdsvis flad og kun mærket af småkratere. Der ligger et lille af slagsen på bunden nær den sydvestlige rand, og et lille krater ligger langs den vestlige indre væg.

## Satellitkratere
De kratere, som kaldes satellitter, er små kratere beliggende i eller nær hovedkrateret. Deres dannelse er sædvanligvis sket uafhængigt af dette, men de får samme navn som hovedkrateret med tilføjelse af et stort bogstav. På kort over Månen er det en konvention at identificere dem ved at placere dette bogstav på den side af satellitkraterets midte, som ligger nærmest hovedkrateret. Boolekrateret har følgende satellitkratere:
| Boole | Længde  | Bredde  | Diameter |
| ----- | ------- | ------- | -------- |
| A     | 63,6° N | 80,6° V | 56 km    |
| B     | 63,6° N | 77,3° V | 9 km     |
| C     | 65,4° N | 82,5° V | 18 km    |
| D     | 64,0° N | 83,5° V | 10 km    |
| E     | 62,9° N | 84,6° V | 16 km    |
| F     | 64,2° N | 79,4° V | 34 km    |
| G     | 64,8° N | 90,9° V | 41 km    |
| H     | 61,6° N | 88,9° V | 75 km    |
| R     | 64,4° N | 78,0° V | 13 km    |